# Jurij Pohrebniak
Jurij Anatolijowycz Pohrebniak, ukr. Юрій Анатолійович Погребняк, ros. Юрий Анатольевич Погребняк, Jurij Anatoljewicz Pogriebniak (ur. 22 czerwca 1959, Ukraińska SRR) – ukraiński trener piłkarski.

## Kariera trenerska
Kariery trenerską rozpoczął w amatorskim zespole Nywa Swatowo grającym w mistrzostwach obwodu ługańskiego. Po dwóch latach pracy przeniósł się na stanowisko dyrektora zespołu Zoria Woroszyłowgrad. Od 1991 prowadził Dynamo Ługańsk. W 1995 razem z piłkarzami przeniósł się do Metałurha Mariupol. W lipcu 1997 po skandalu związanym z pobiciem arbitrów meczu podał się do dymisji i wyjechał za granicę aby uniknąć kary. Na Ukrainie zabroniono mu wykonywać funkcje trenerskie w klubach profesjonalnych, dlatego od 1998 do maja 1999 pomagał Anatolijowi Bajdacznemu trenować rosyjski klub Żemczużyna Soczi. Potem powrócił do Ukrainy, gdzie trenował amatorski zespół Ełłada-Enerhija Ługańsk, Szachtar Ługańsk, Mołnija Siewierodonieck i Stal Dnieprodzierżyńsk. Od grudnia 2007 do kwietnia 2009 był na czele klubu Helios Charków. Wkrótce po tym, w maju 2009 objął stanowisko wiceprezesa Zorii Ługańsk.